# Teatro del Fontán
El Teatro del Fontán (en asturiano, Teatru'l Fontán) era un antiguo teatro de la ciudad de Oviedo, (Principado de Asturias, España), construido como corral de comedias en el siglo XVII y derruido en 1901, excepto la fachada. El edificio actual que ocupa el solar mantiene la fachada del antiguo teatro y alberga la Biblioteca de Asturias "Ramón Pérez de Ayala".

## Historia
El Ayuntamiento de Oviedo sacó en 1666 a pública subasta la construcción de la Casa de Comedias. Empezó a construirse poco después bajo la dirección del arquitecto Ignacio de Cagigal, siendo inaugurado en 1670. Era de planta rectangular y contaba con palcos para autoridades y el Cabildo catedralicio.
En 1799 se reedificó por completo adquiriendo desde entonces una planta semicircular propia de los teatros modernos. Este teatro también disponía de palcos reservados para la Audiencia, el Regente de la misma y el Cabildo llamados popularmente bolsas, mientras que las butacas se conocían por lunetas y las localidades de general por cazuelas.
De nuevo fue renovado el teatro en 1849 ampliando su aforo hasta las 600 localidades. Sin embargo para la década de los 80, el teatro presentaba un aspecto ruinoso y destartalado. Éste es el teatro del que habla peyorativa y socarronamente Leopoldo Alas «Clarín» en el segundo tomo de La Regenta:

El teatro de Vetusta, o sea nuestro Coliseo de la Plaza del Pan, [..] era un antiguo corral de comedias que amenazaba ruina y daba entrada gratis a todos los vientos de la rosa náutica. Si soplaba el norte y nevaba, solían deslizarse algunos copos por la claraboya de la lucerna. Al levantarse el telón pensaban los espectadores sensatos en la pulmonía, y algunos de las butacas se embozaban prescindiendo de la buena crianza. Era un axioma vetustense que al teatro había que ir abrigado. [..] Los cómicos temblaban de frío en el escenario, dentro de la cota de malla, y las bailarinas aparecían azules y moradas dando diente con diente debajo de los polvos de arroz.
Leopoldo Alas «Clarín». La Regenta. Cap. XVI

Ante el estado del teatro, el Ayuntamiento comenzó las gestiones para dotar a la ciudad de un nuevo teatro que lo reemplazase. Después de mucha controversia se dio inicio a las obras de construcción del nuevo teatro, el actual teatro Campoamor, en 1883 inaugurándose en 1892. El Teatro del Fontán cayó en desuso y finalmente fue derribado en 1901, dejando en pie únicamente las fachadas.
Después de tener diferentes usos, finalmente se construyó en el lugar la Biblioteca de Asturias Ramón Pérez de Ayala que abrió sus puertas al público en 1987.